# Herbicidi
Herbicid ili herbicidi su tvari namijenjene uništavanju nepoželjnih biljki.
Usjevi se natječu s korovom za vodu, hranjive tvari i svjetlo. Gust rast korova značajno smanjuje urod ili otežava žetvu. Korov se može ukloniti ručno, strojno ili s herbicidima.
Razlikuju se selektivni herbicidi, koji su djelotvorni protiv određenih biljaka i herbicidi širokog spektra koji su djelotvorni protiv mnogih biljaka. 
Herbicidi imaju širok spektar toksičnosti. Pri višim koncentracijama mogu biti kancerogeni ili prouzročiti druge zdravstvene probleme kao što je primjerice Parkinsonova bolest. 
Kod ljudi mogu prouzročiti brojne posljedice: od blage iritacije kože do smrti. Istraživanja su pokazala, da kontaminacija herbicidima povećava rizik od raka. 
Herbicidi mogu imati i negativan utjecaj na populacije ptica i drugih životinja.

## Najpoznatiji herbicidi
2,4-D, Aminopiralid, Atrazin, Klopiralid, Dikamba, Metolaklor - učinkovito na listače
Glifosat, Imazapir, Pikloram, Pendimetalin - utjecaj na većinu zelenih biljaka
- 2,4-D 3D
- Atrazin 3D
- strukturna formula Metolaklora
- strukturna formula Pendimitalina